# Cryptanthus exaltatus
Cryptanthus exaltatus é uma espécie de planta do grupo Cryptanthus, na família das bromélias.

## Taxonomia
A espécie foi descrita em 1990 por Harry E. Luther.

## Conservação
A espécie faz parte da Lista Vermelha das espécies ameaçadas do estado do Espírito Santo, no sudeste do Brasil.

## Distribuição
A espécie é endêmica do Brasil e encontrada nos estado brasileiro do Espírito Santo.